# Батковица
Батковица је насељено мјесто у општини Вишеград, Република Српска, БиХ. Према попису становништва из 1991. у насељу је живјело 97 становника.

## Географија
Разбијеног је типа. Смјештено је на обронцима брдȃ Вршак и Шанац. Западним ободом атара протиче Црни Рзав, а сјеверним Бијели Рзав. Aтар, у којем има неколико мањих извора, углавном чине пашњаци и воћњаци.

## Историја
Батковица је 1895. пописана као заселак села Доње Вардиште. У Другом свјетском рату погинуо је један борац НОВЈ и шест цивила. Електричну енергију село је добило седамдесетих година ХХ вијека.

## Становништво
У селу живе породице Породице Јојовић и Томић славе Јовањдан, а Нешковић – Ивањдан.
| Националност       | 1991.  | 1981. | 1971. | 1961. |
| Срби               | 95 (%) |       |       |       |
| Југословени        | 1      |       |       |       |
| остали и непознато | 1      |       |       |       |
| Укупно             | 97     |       |       |       |

| Демографија | Демографија | Демографија |
| Година      | Становника  | Становника  |
| ----------- | ----------- | ----------- |
| 1910.       | 151         |             |
| 1948.       | 201         |             |
| 1961.       | 206         |             |
| 1971.       | 172         |             |
| 1981.       | 123         |             |
| 1991.       | 97          |             |